# Афанасьева, Вера Владимировна
Вера Владимировна Афанасьева (род. 26 сентября 1962, Саратов, СССР) — российский физик, философ
, писатель и общественный деятель, специалист по радиофизике, онтологии и теории познания, виртуалистике, философии города, философии здоровья, философии синергетики и философии физики. Кандидат физико-математических наук, доктор философских наук, профессор, профессор Саратовского национального исследовательского государственного университета имени Н. Г. Чернышевского. Лауреат премии «Слово к народу» (2018), член Петровской академии наук и искусств.

## Биография
В 1984 году окончила Саратовский государственный университет имени Н. Г. Чернышевского по специальности «радиофизика».
В 1993 году в Саратовском государственном университете имени Н. Г. Чернышевского под научным руководством члена-корреспондента РАН, доктора физико-математических наук, профессора Д. И. Трубецкова защитила диссертацию на соискание учёной степени кандидата физико-математических наук по теме «Влияние симметрии на хаотическую динамику нелинейных колебательных систем (осциллятор Дуффинга, автогенераторы с запаздывающей обратной связью, консервативный параметрически возбуждаемый осциллятор)» (специальность 01.04.03 — радиофизика); официальные оппоненты — доктор физико-математических наук, профессор, заведующий кафедрой математики Нижегородского государственного институт инженеров водного транспорта В. И. Белых и кандидат физико-математических наук, старший научный сотрудник Научно-исследовательского института механики и физики СГУ Д. В. Соколов; едущая организация — Институт радиотехники и электроники РАН.
Работала стажёром исследователем в Саратовском филиале Института радиотехники и электроники РАН, старшим научным сотрудником ГНПП «Алмаз», доцентом кафедры математики Саратовского высшего военного командно-инженерного училища ракетных войск (СВВКУ РВ) Окончила докторантуру по специальности онтология и теория познания.
Защитила диссертацию на соискание учёной степени доктора философских наук по теме «Детерминированный хаос: Феноменологическо-онтологический анализ» (специальность 09.00.01 — онтология и теория познания); научный консультант доктор философских наук, профессор С. П. Позднева.
Профессор кафедры философии и методологии науки философского факультета Саратовского национального исследовательского государственного университета имени Н. Г. Чернышевского.
Преподаёт предметы «Философия», «Естественнонаучная картина мира», «Методологические основы синергетики» и «История и философия науки».
1 июля 2019 г. уволена из Саратовского государственного университета.
Автор около двадцати работ по радиофизике и синергетике, в том числе монография и патент, и около сотни работ по философии.
Индекс Хирша — 6.

## Семья
- Муж — Александр Лазерсон, доктор физико-математических наук, профессор кафедры общей, теоретической и компьютерной физики Саратовского государственного университета.
  - Дочь — Лиза Лазерсон, видеоблогер, фем-активистка, журналист, искусствовед.

## Литературная деятельность
С 2005 года занимается литературным творчеством.
Автор рассказа «Восхождение», романов «Любимый роман» (2007), «Русский Прованс» (2008), «Симуляция» (2009), «SITE — Sex Investigations Theory & Experience, или Похождения Старушки (книга, которая написала автора)» (2011), «Конец Света: русский вариант» (2012).
Все свои литературные произведения считает «более философскими», чем научными, создает их, когда философский формализм не способен справиться с нравственной или социальной проблемой.
Критик Е. Зейферт в обзоре журнала «Волга — XXI век» упомянула «Любимый роман» Афанасьевой — парафраз на «Мастера и Маргариту» М. Булгакова, с известными персонажами и сюжетными ходами, но написанный на современном материале.

## Общественная деятельность
Сильный резонанс в научном сообществе и чиновничьих кругах вызвали публикации «Пять признаков тяжёлой болезни российского образования» (открытое письмо профессора Саратовского государственного университета министру образования РФ Ольге Васильевой — в его поддержку публично выступили Ксения Собчак и правозащитник Юрий Самодуров), «Пять причин, по которым не следует становиться профессором» и «Навальный нервно курит в сторонке, или Шестая причина не становиться профессором».
В ноябре 2024 года Министерством юстиции России внесена в список физических лиц — «иностранных агентов».

## Научные труды
- Позднева С. П., Яковлева Г. В., Афанасьева В. В. Современный словарь междисциплинарных понятий к деловому общению научных сообществ. — Саратов : Изд-во Сарат. ун-та, 2000. — 94 с. ISBN 5-292-02454-6
- Афанасьева В. В. Детерминированный хаос: от физики к философии. — Саратов : Изд-во Сарат. ун-та, 2001. — 214 с. ISBN 5-292-02639-5
- Афанасьева В. В. Детерминированный хаос: феноменологическо-онтологический анализ / Под общ. ред. С. П. Поздневой. — Саратов : Науч. кн., 2002. — 247 с. ISBN 5-93888-180-3
- Детерминированный хаос: феноменологическо-онтологический анализ (2002);
- Тотальность виртуального (2005);
- Онтология научной неопределенности (2008);
- Мистика каббалы (2005);
- Аполлон и Артемида, или гомосексуализм в античном мифе (2006);
- Наука и вера (2007);
- Авраамические онтологии (2009);
- Любовь как феномен (2009);
- Homo Virtualis, человек виртуальный (2010);
- Виртосфера (2010);
- Онтология риска (2010);
- Ситуация: постнеклассическая онтология (2011);
- Синергетика: pro et contra (2011);
- Философия здоровья: монография / В. В. Афанасьева и др.; под общ. ред. В. В. Афанасьевой; Саратовский гос. ун-т им. Н. Г. Чернышевского. — Саратов : Изд-во Саратовского ун-та, 2012. — 174 с. ISBN 978-5-292-04111-5
- Философия города: монография / В. В. Афанасьева и др.; под ред. В. В. Афанасьевой ; Саратовский гос. ун-т им. Н. Г. Чернышевского. — Саратов : Изд-во Саратовского ун-та, 2012. — 243 с. ISBN 978-5-292-04119-1
- Нелинейное развитие социума (2013).
- Афанасьева В. В., Кочелаевская К. В., Лазерсон А. Г. Пространство: новейшая онтология. — Саратов: Наука, 2013. — 224 с. ISBN 978-5-9999-1558-0

## Награды
- Лонг-лист премии «Большая книга» за «Любимый роман» (2007)[13]
- Лонг-лист премии «НОС» за роман «Русский Прованс» (2009)[14]
- Финалист конкурса «Лучший писатель» (2011)[15]
- Лонг-лист премии им. Пятигорского за книгу «Конец Света. Русский вариант» (2013)[16]